# Nazcatölpel
Der Nazcatölpel (Sula granti) ist ein tropischer Meeresvogel. Die Art wurde früher als Unterart Sula dactylatra granti dem Maskentölpel zugeordnet, im Jahr 1998 aber durch Pitman und Jehl in den Rang einer eigenständigen Art erhoben, was 2000 durch die American Ornithologists’ Union anerkannt und 2002 auch durch DNA-Untersuchungen bestätigt wurde.

## Verbreitung
Der Nazcatölpel kommt im Gebiet des östlichen Pazifik vom Golf von Kalifornien und der mexikanischen Stadt Colima bis nach Ecuador vor. Er brütet auf den ostpazifischen Galápagos-Inseln, der ecuadorianischen Isla de la Plata und der kolumbianischen Insel Malpelo sowie auf der Clipperton-Insel und den mexikanischen Revillagigedo-Inseln.

## Merkmale
Im Vergleich zum Maskentölpel ist der Nazcatölpel kleiner und hat einen deutlich kleineren, kürzeren und flacheren Schnabel, der orange und nicht gelb ist. Seine Füße sind kleiner, und er hat einen längeren Schwanz und Flügel als der Maskentölpel. Auch der Geschlechtsdimorphismus ist beim Nazcatölpel deutlicher ausgeprägt. Typischerweise nistet der Nazcatölpel auf Klippen und steilen Hängen, während der Maskentölpel flaches Gelände für den Nestbau bevorzugt. Die Brutkolonien des Nazcatölpels liegen immer sehr nah zur Küste, die des Maskentölpels weiter landeinwärts. Nisten beide Arten zusammen, so bilden sich Paare bevorzugt unter Individuen, die sich besonders ähnlich sind (positive Assortative Paarung).

## Gefährdung
Da das Verbreitungsgebiet der Art und die Anzahl der Individuen relativ groß ist (mehr als 20.000 km² und ca. 30.000 Exemplare im Jahr 2008), wird die Art von der IUCN als nicht gefährdet („Least Concern“) eingestuft.